# Kathrin Lange
Kathrin Lange (Goslar, 1969–) német írónő, történelmi és ifjúsági regényeket ír.

## Élete
1969-ben, Goslar városában született, jelenleg Alsó-Szászországban él családjával. Diploma után könyvkereskedőként és könyvkiadóként kezdett dolgozni. 2002 és 2004 között főleg teológiai könyvekkel foglalkozott. 2005-től kezdett történelmi és ifjúsági regényeket írni és megjelentetni, eleinte a Fischer Treasure Kiadónál.
2007 óta szabadúszó íróként dolgozik, emellett pedig két munkakörben is jeleskedik: a Robert Bosch Iskolában tanít Hildesheimben (amely 2008-ban elnyerte a German School díjat), és Németország-szerte vezet írói szemináriumokat.
Ezeken kívül a Német Történelmi Írók Szervezetének (Autorenkreis Historischer Roman Quo Vadis) tagja. 2008-ban a Das achte Astrolabium című regényét Sir Walter Scott díjra jelölték, 2009-ben pedig a Das Geheimnis des Astronomen című ifjúsági könyvével elnyerte a Jugendliteraturpreis Segeberger díjat.
Első magyarra is lefordított regénye a Florenturna – Az éjszakai gyermekei, mely 2014-ben jelenik meg.

## Munkái
- Jägerin der Zeit. Kindler, 2005, ISBN 3-463-40475-3
- Verbrannte Handschrift. Fischer, Frankfurt, 2006, ISBN 3-596-85222-6
- Das achte Astrolabium. Kindler, 2006, ISBN 3-463-40496-6
- Das graue Volk. Schroedel, Braunschweig, 2007, ISBN 978-3-507-47049-1
- Das Geheimnis des Astronomen. Fischer, 2008, ISBN 978-3-596-85253-6
- Seraphim. Aufbau, 2008, ISBN 978-3-7466-2456-3
- Florenturna – Die Kinder der Nacht. Fischer, Frankfurt, 2009, ISBN 978-3-596-85323-6
- Florenturna – Die Kinder des Zwielichts. Fischer, Frankfurt, 2010, ISBN 978-3-10-400966-7
- Cherubim. Aufbau, 2010, ISBN 978-3-7466-2597-3
- Florenturna – Die Kinder der Sonne. Fischer, Frankfurt, 2011, ISBN 978-3-596-85325-0
- In den Schatten siehst du mich. Arena , Würzburg, 2012, ISBN 978-3-401-50395-0
- Schattenflügel. Aufbau, 2012, ISBN 978-3-401-50395-0
- Madonna. Aufbau, 2012, ISBN 978-3-7466-2885-1
- Stefanie Heindorffal közösen: Bruderliebe. Dryas, Frankfurt, 2013, ISBN 978-3-940855-37-4
- Septembermädchen. Arena, Würzburg 2013, ISBN 978-3-401-06843-5
- Herz aus Glas. Verlag Arena, Würzburg 2014, ISBN 978-3-401-06978-4
- 40 Stunden. Blanvalet, 2014, ISBN 978-3-442-38129-6

## Magyarul
- Florenturna. Az éjszaka gyermekei; ford. Gémes Szilvia; Pongrác, Bp., 2013

## Fordítás
Ez a szócikk részben vagy egészben  a   Kathrin Lange című német Wikipédia-szócikk fordításán alapul.  Az eredeti cikk szerkesztőit annak laptörténete sorolja fel. Ez a jelzés csupán a megfogalmazás eredetét és a szerzői jogokat jelzi, nem szolgál a cikkben szereplő információk forrásmegjelöléseként.